# Edita Štaubertová
Edita Štaubertová (21. dubna 1940 Praha – listopad 2010 Praha) byla česká zpěvačka. Populární byla především v první polovině 60. let 20. století, její hit Zlaté střevíčky je dodnes populární.
Na začátku 60. let ji jako prodavačku bot objevil skladatel Karel Mareš. Uspěla a v roce 1961 se píseň Babičko, nauč mě charleston autora Ludvíka Podéště stala jedním z hitů tehdejší doby. Český rozhlas Dvojka potom tuto píseň vybral za hit rok 1961 ve své akci 100 hitů republiky. V roce 1971 účinkovala Edita Štaubertová v hudební komedii Zdeňka Podskalského Alfons Karásek v lázních.

## Filmografie
- 1967 Ta naše písnička česká
- 1968 Objížďka (postava: Čačalová)
- 1971 Alfons Karásek v lázních

## Největší hity
- Zlaté střevíčky
- Babičko, nauč mne charleston
- Kde máš vlasy, Véno
- Náhodou
- Dominiku  niku niku ...